# Échangeur d'Anvers-Sud
L'échangeur d'Anvers-Sud est un échangeur de Belgique entre le R1, l'A1 (E19) et l'A12.